# Cristóbal de Mesa
Cristóbal de Mesa (Fregenal de la Sierra, 15 de octubre de 1556 - Madrid, 27 de septiembre de 1633), poeta español del Siglo de Oro, perteneciente al manierismo.

## Biografía
Aunque tradicionalmente se le ha considerado natural de Zafra, recientes investigaciones han esclarecido su nacimiento en Fregenal de la Sierra en 1556. Era de orígenes judeoconversos. Su familia se hallaba ligada al servicio de la noble casa de Feria. Estudió en Salamanca, donde tuvo como profesor al famoso humanista Francisco Sánchez de las Brozas, el Brocense, comentador de las obras de Juan de Mena y Garcilaso de la Vega. Más tarde residió en Sevilla, donde se relacionó con el famoso poeta Fernando de Herrera, también comentador de Garcilaso, Luis Barahona de Soto, Francisco Pacheco y Francisco de Medina, de quienes se declaró discípulo. Pasó luego a Italia en 1586 y estableció una estrecha amistad durante cinco años con Torquato Tasso, de quien proviene su devoción por lo clásico y su afición a la épica culta; en efecto, tradujo su Jerusalén libertada(Madrid, 1587). Regresó en 1591 a España convertido ya en sacerdote y fijó después su residencia en Madrid. Allí intentó acercarse a algunos personajes influyentes, a los que sirvió como preceptor y capellán, para granjearse un beneficio que le permitiera dedicarse a la poesía: el conde de Lemos y el duque de Béjar, con poco fruto. Trabó sin embargo amistad con Miguel de Cervantes, cuyas ideas estéticas clasicistas sobre el teatro compartía. Por eso en la polémica sobre la nueva fórmula dramática de Lope de Vega ambos se declararon contra ella.

## Obra
Mesa realizó una traducción de la Ilíada que no se conserva y toda la obra de Virgilio (publicó su traducción de la Eneida en 1615 y Las Églogas y Geórgicas de Virgilio en 1618). Fue un escritor fecundo. Escribió dos poemas épicos, uno en veinte cantos, Las Navas de Tolosa, (1594), donde la sujeción al modelo italiano del Tasso no impide que existan momentos de gran inspiración y originalidad como la descripción del Infierno o la prolongada historia de los amores de Abdalla y Xarifa, y otro en diez, La restauración de España (1607), en torno a los sucesos de Covadonga y los primeros momentos de la Reconquista. En El patrono de España (1612) recogió las leyendas relacionadas con el apóstol Santiago para elaborar otro poema que podríamos llamar épico-religioso, y en Valle de lágrimas y diversas rimas (impreso en Madrid, 1607, pero acabado alrededor de 1604) recogió sus poemas satíricos, líricos, el paisaje de su natal Extremadura y los tópicos clásicos de Horacio, cuya Arte poética tradujo en verso (Compendio del Arte poética, 1607). Escribió también varias tragedias que obedecen las tres unidades aristotélicas, como El Pelayo o El Pompeyo, de las que solamente se conserva esta última.
El estilo de Mesa es abundante en correlaciones trimembres, rasgo típico de la poesía manierista, y abunda en huellas textuales de Garcilaso, Herrera y el Tasso.